# 10224 Хісасі
10224 Хісасі (10224 Hisashi) — астероїд головного поясу, відкритий 26 жовтня 1997 року.
Тіссеранів параметр щодо Юпітера — 3,486.